# Diocesi di Scebaziana
La diocesi di Scebaziana (in latino Dioecesis Scebatianensis) è una sede soppressa e sede titolare della Chiesa cattolica.

## Storia
Scebaziana, nell'odierna Tunisia, è un'antica sede episcopale della provincia romana di Bizacena.
Unico vescovo conosciuto di questa diocesi africana è Vittorino, il cui nome figura al 45º posto nella lista dei vescovi della Bizacena convocati a Cartagine dal re vandalo Unerico nel 484; Vittorino, come tutti gli altri vescovi cattolici africani, fu condannato all'esilio.
Dal 1933 Scebaziana è annoverata tra le sedi vescovili titolari della Chiesa cattolica; dal 15 novembre 2021 il vescovo titolare è Francisco César García Magán, vescovo ausiliare di Toledo.

## Cronotassi

### Vescovi
- Vittorino † (menzionato nel 484)

### Vescovi titolari
- Acacio Chacón Guerra † (15 dicembre 1966 - 19 gennaio 1971 dimesso)
- Florentino Zabalza Iturri, O.A.R. † (7 giugno 1971 - 26 maggio 1978 dimesso)
- Miguel Delgado Ávila, S.D.B. † (13 luglio 1979 - 16 novembre 1991 nominato vescovo di Barcelona)
- Carlito Joaquin Cenzon, C.I.C.M. † (6 luglio 1992 - 10 luglio 2004 nominato vescovo di Baguio)
- Robert Anthony Daniels (21 settembre 2004 - 1º marzo 2011 nominato vescovo di Grand Falls)
- Bulus Dauwa Yohanna (2 febbraio 2012 - 2 aprile 2020 nominato vescovo di Kontagora)
- Francisco César García Magán, dal 15 novembre 2021